# .tr
.tr — в Інтернеті, національний домен верхнього рівня (ccTLD) для Туреччини.

## Домени 2-го та 3-го рівнів
У цьому національному домені нараховується близько 201,000,000 вебсторінок (станом на січень 2016 року).
У наш час використовуються та приймають реєстрації доменів 3-го рівня наступні доменні суфікси (відповідно, існують такі домени 2-го рівня):
| Суфікс   | Регламентовані користувачі                                            |
| .biz.tr  | Комерційні установи, корпорації                                       |
| .com.tr  | Комерційні установи, корпорації                                       |
| .edu.tr  | Наукові та дослідницькі установи, коледжі, університети або інститути |
| .gov.tr  | Державні та урядові установи                                          |
| .info.tr | Вебмайданчики інформаційного змісту                                   |
| .mil.tr  | Військові організації                                                 |
| .name.tr | Родини, приватні особи                                                |
| .net.tr  | Провайдери, організації, пов'язані з мережами                         |
| .org.tr  | Неприбуткові, неурядові організації                                   |
| .web.tr  | Вебмайданчики                                                         |